# Периј Вадулуј (Салаж)
Периј Вадулуј (рум. Perii Vadului) насеље је у Румунији у округу Салаж у општини Иљанда. Oпштина се налази на надморској висини од 228 m.

## Становништво
Према подацима из 2002. године у насељу је живело 154 становника, од којих су сви румунске националности.